# Jack London, une aventure américaine
Jack London, une aventure américaine est un documentaire-fiction réalisé par Michel Viotte.

## Diffusion
Il est diffusé sur Arte pour la première fois.
Pour plus de détails, voir Fiche technique et Distribution.

## Synopsis
Le film est consacré à Jack London, son enfance, ses lectures, etc..., et surtout son parcours,

### Fiche technique
- Scénario :  Michel Viotte
- Réalisateur : Michel Viotte
- Assistant-Réalisation : Jules Monnet
- Dialogues :
- Images : Michel Viotte
- Commentaires : Michel Viotte
- Pays :  France
- Production : Gildas Le Roux , Sébastien Degenne
- Musique : Greco Casadesus,  Philippe Sorlin
- Assistants-image : Nicolas Russeil, Robin Gobert
- Montage : Bénédicte Mallet
- Durée : 96 minutes
- Année : 2016

## Distribution
- David Tournay : Jack London
- Angelica Sarre : Charmian London

## Tournage
Le film a été tourné au Canada, aux États-Unis et en Polynésie française

## Livre
Un livre co-écrit par Michel Viotte est disponible aux éditions La Martinière et un DVD est disponible aux éditions La Compagnie des Indes. 
Le documentaire-fiction « Jack London, une aventure américaine », réalisé à l’occasion du centenaire de sa disparition, retrace ce destin hors du commun, à partir d’archives (dont des photos prises par Jack London au cours de ses expéditions), d’interviews de spécialistes américains, et de scènes de reconstitution.